# ایمره فارکاش
ایمره فارکاش (مجاری: Farkas Imre; ۲۳ ژوئن ۱۹۳۵ – ۱۰ اوت ۲۰۲۰) قایقران کانو اهل مجارستان بود.